# Râul Dobru
Râul Dobru este un curs de apă, afluent al râului Slănic. 

## Hărți
- Harta Munții Nemira  Arhivat în 14 aprilie 2010, la Wayback Machine.